# DOM3Z
A proteína Dom3Z é uma proteína que em humanos é codificada pelo gene DOM3Z.  Este gene localiza-se na região do complexo principal de histocompatibilidade (MHC) de classe III no cromossomo 6. A função de seu produto proteico é desconhecida, mas sua expressão e conservação onipresente em eucariotas simples e complexos sugere que este pode ser um gene de manutenção.